# Хадсон (Јужна Дакота)
Хадсон (енгл. Hudson) град је у америчкој савезној држави Јужна Дакота.

## Демографија
По попису из 2010. године број становника је 296, што је 106 (-26,4%) становника мање него 2000. године.
| Група             | 2000.       | 2010.       |
| Белци             | 393 (97,8%) | 291 (98,3%) |
| Афроамериканци    | 0 (0,0%)    | 0 (0,0%)    |
| Азијати           | 0 (0,0%)    | 0 (0,0%)    |
| Хиспаноамериканци | 4 (1,0%)    | 0 (0,0%)    |
| Укупно            | 402         | 296         |